# Nicola Rizzoli
Nicola Rizzoli (né le 5 octobre 1971 à Mirandola) est un arbitre italien de football.

## Biographie
Nicola Rizzoli, qui débute en 1998, est un arbitre international depuis 2007.
En 2011, il est élu meilleur arbitre de Serie A.
C'est le 6e arbitre italien à avoir dirigé une finale de Ligue des champions. C'est en outre l'arbitre de la finale de la nouvelle Ligue Europa, en 2009.
Selon le classement de Meilleur arbitre de l'année IFFHS en 2013, c'est le second meilleur arbitre au monde après Howard Webb et il est considéré comme un des meilleurs arbitres italiens.
En 2014, Nicola Rizzoli est choisi par la FIFA pour arbitrer la finale de la Coupe du monde (Argentine-Allemagne).
Il figure dans la liste des 18 arbitres pour l'Euro 2016 en France, il arbitre en particulier la demi-finale entre l'Allemagne et la France

## Carrière
Nicola Rizzoli a officié dans des compétitions majeures : 
- Coupe d'Italie de football 2009-2010 (finale) ;
- Ligue Europa 2009-2010 (finale) ;
- Euro 2012 ;
- Ligue des champions 2012-2013 (finale) ;
- Coupe du monde de football de 2014 (finale) ;
- Euro 2016 (demi-finale)